# Thecamoebida
Thecamoebida је парафилетски ред амебоидних протиста (царство Amoebozoa) из групе Flabellinea. Представници овог реда карактеришу се издуженим обликом при кретању, са присутним хијалинском полумесечастом структуром постављеном латерално напред. Код већине постоји једно једро у ћелији, са неколико једараца. Дорзална површина ћелије је наборана код родова Parvamoeba и Thecamoeba. 